# Parafia Najświętszej Marii Panny Królowej i św. Aleksego w Tumie

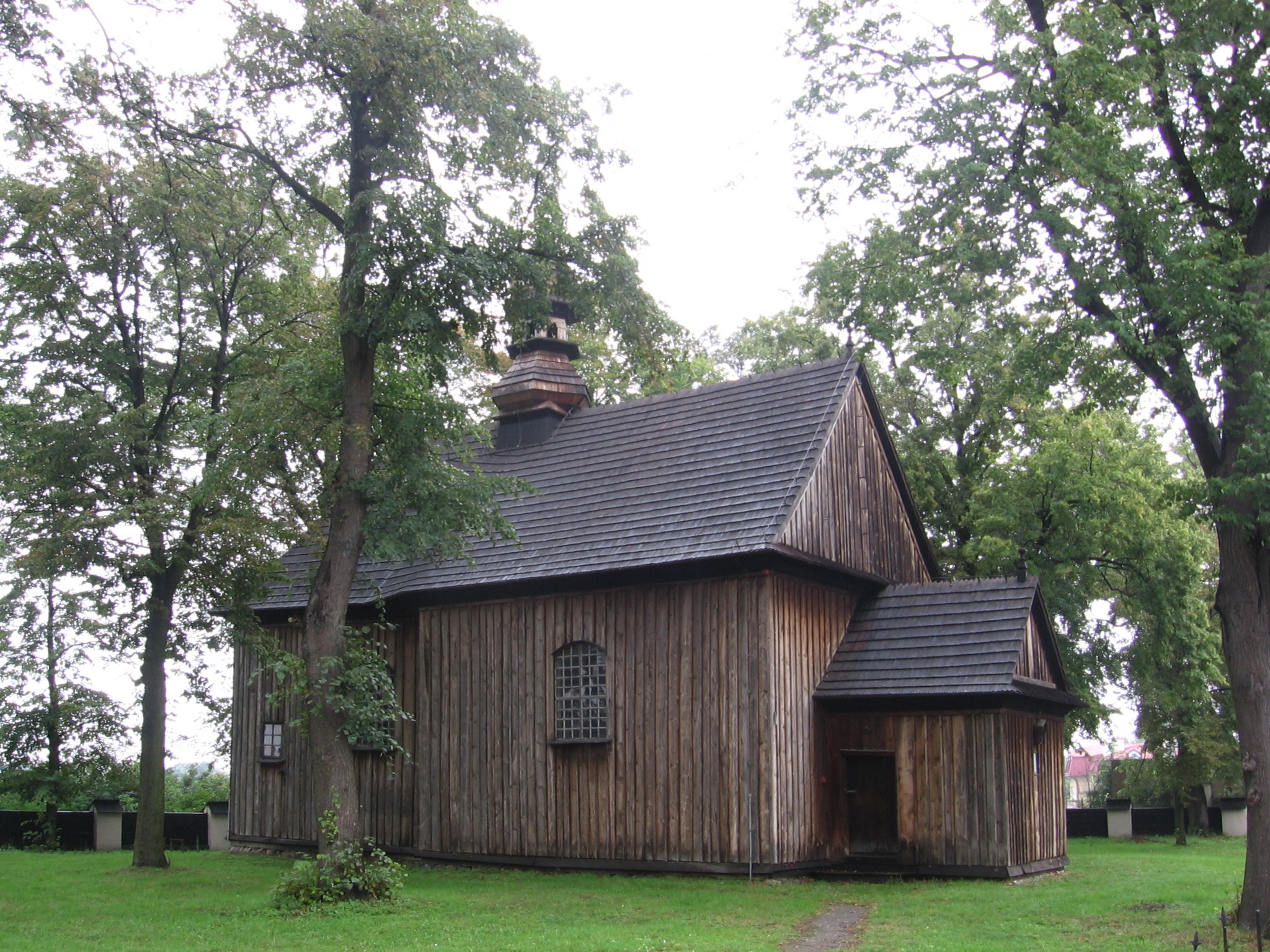
Kościół filialny pw. św. Mikołaja

Parafia Najświętszej Maryi Panny Królowej i św. Aleksego w Tumie – parafia rzymskokatolicka należąca do dekanatu Łęczyca w diecezji łowickiej.

## Zasięg parafii
Do parafii należą wierni z miejscowości: Kwiatkówek, Marynki, Mętlew, Tum i Witaszewice.

## Historia parafii
Erygowana w XII w. 21 maja 1161 r. nastąpiła konsekracja kościoła. Zjazd wszystkich książąt, biskupów polskich i komesów na wspomniany akt poświęcenia świadczy, że kościół miał znaczenie hierarchiczne, niż każdy inny kościół zamkowy w XII w. 
Kolegiata w Tumie należy do jednych z najciekawszych i najbardziej znanych obiektów tego typu w Polsce. Ta romańska świątynia została wzniesiona w latach 1141–1161 za sprawą (jak się przyjmuje) arcybiskupa gnieźnieńskiego, Jakuba I ze Żnina. Wcześniej w tym miejscu istniało opactwo benedyktynów pw. NMP, którego początki sięgają około roku 1000. Jego założycielem był prawdopodobnie św. Wojciech.
W roku 1294 na kościół napadli Litwini, łupiąc wszystko, co się dało, a ludność biorąc w niewolę. Podpalili kolegiatę, która pozostała w ruinie na okres kilkudziesięciu lat. Podczas odbudowy zatarto częściowo romański charakter budowli. W 1473 roku wybuchł pożar. Kolejną odbudowę zakończono w 1487 roku, znów dokładając budowli elementów gotyku, a w późniejszych latach także cech barokowych. Poważna przebudowa miała miejsce w XVIII wieku.
Wielkie zniszczenia dokonała II wojna światowa. Spłonęło wyposażenie i drewniane elementy architektoniczne, a także ucierpiały mury.
Pomiędzy VI a XII wiekiem na miejscu dzisiejszej wsi Tum i na południowy zachód od niej istniał gród, a w VII wieku na ówczesnym prawym brzegu Bzury znajdowała się osada targowa. Prawdopodobnie z fundacji Bolesława Chrobrego i z udziałem świętego Wojciecha powstało tu pierwsze w Polsce (założone prawdopodobnie w 997 r.) opactwo benedyktynów pod wezwaniem Najświętszej Marii Panny i św. Aleksego.
Obok kolegiaty stoi drewniany kościół, z 1761 roku, pw. św. Mikołaja. Pełni on rolę kościoła filialnego w parafii.